# وردة التركي
وردة التركي (بالفرنسية: Warda Turki)‏ هي سياسية وطبيبة تونسية. هي عضوة في حركة النهضة ذات التوجه الإسلامي.

كانت نائبة في المجلس الوطني التأسيسي وذلك في انتخابات 23 أكتوبر 2011 عن حركة النهضة في دائرة تونس الأولى الانتخابية، ولكن لم تدخل المجلس إلا في 6 مارس 2013 حيث عوضت محمد الحبيب المرزوقي وذلك حتى نهاية ولاية المجلس في ديسمبر 2014.

## السيرة الذاتية
زوالت وردة التركي دراستها الابتدائية في الحمامات، وواصلت دراستها الثانوية في نابل.

درست بعد ذلك الطب لتتخرج في 1980، واختصت بعدها في علم النفس لتتخرج ثانية في 1985، أين عملت في مستشفى الرازي.

تحصلت وردة التركي على تقاعدها المبكر وفتحت عيادة خاصة بعدها. لكن أغلقتها إثر انتخابات 23 أكتوبر 2011 بعد الثورة التونسية.

لم تنشط وردة التركي سياسيا قبل الثورة التونسية في 2011، ولكنها انظمت بعدها لحركة النهضة، وترشحت عن قائمتها في دائرة تونس الأولى الانتخابية أثناء انتخابات 23 أكتوبر 2011. لم تحصل وردة التركي على مقعد وقتها في المجلس الوطني التأسيسي. ولكن بعد استقالة محمد الحبيب المرزوقي من منصبه في 6 مارس 2013، عوضته وردة التركي وذلك حتى انتهاء ولاية المجلس في ديسمبر 2014.

## مقالات ذات صلة
- حركة النهضة (تونس).

## روابط خارجية
- السيرة الذاتية لوردة التركي على موقع مرصد المجلس الوطني التأسيسي التابع لمنظمة البوصلة.